# Florencio Mayé Elá
Florencio Mayé Elá Mangue (Mongomo, 1944) es un militar, político y diplomático ecuatoguineano.

## Biografía
Durante los años 60 realizó su formación militar en la Academia Militar de Zaragoza, junto a Teodoro Obiang, Eulogio Oyó y otros futuros militares guineanos. 
Bajo la dictadura de Francisco Macías fue jefe de la Marina Nacional. Participó en el golpe de Estado del 3 de agosto de 1979, y en el posterior gobierno del Consejo Militar Supremo como vicepresidente y ministro de asuntos Exteriores,  participando en la firma del Tratado de Amistad y Cooperación entre España y Guinea Ecuatorial de 1980. Fue condecorado en España con la Orden de Isabel la Católica, junto a Salvador Elá Nseng y Juan Manuel Tray.
Bajo el régimen de Teodoro Obiang desempeñó el puesto de embajador en la ONU entre diciembre de 1982 y diciembre de 1987, y en Camerún a partir de diciembre de 2006. En septiembre de 2008 se vio envuelto en el secuestro del refugiado político Cipriano Nguema Mba en Camerún, por lo que el país declaró persona non grata a Mayé Elá, debido a lo cual debió dejar su cargo. Fue sucedido por Pedro Elá Nguema Buna.
En las elecciones legislativas de Guinea Ecuatorial de 2013 fue elegido senador en representación del Partido Democrático de Guinea Ecuatorial (PDGE). Formó parte de la Comisión Permanente de Política Exterior, Cooperación Internacional e Integración y de la Comisión Permanente de Defensa y Seguridad del Estado. Dejó el cargo en 2018.
Es suegro del Ministro de Minas e Hidrocarburos e hijo del Presidente Obiang, Gabriel Mbega Obiang.